# Isiah Pacheco
Isiah "Pop" Pacheco (nacido el 2 de marzo de 1999) es un running back de fútbol americano de los Kansas City Chiefs de la National Football League (NFL). Apodado como Pop y Pachinko Machine, jugó fútbol americano universitario en Rutgers y fue reclutado por los Chiefs en la séptima ronda del Draft de la NFL de 2022. En su temporada de novato con los Chiefs, ganó la Super Bowl LVII. Pacheco se convirtió rápidamente en uno de los jugadores favoritos de los fans en Kansas City y es ampliamente considerado como uno de los mayores valores del draft de 2022.

## Primeros años de vida
Pacheco nació en Vineland, Nueva Jersey, Hijo de Felicia Cannon y de su padre Julio Pacheco, de ascendencia puertorriqueña. Es el menor de cinco hermanos. Comenzó su carrera como jugador de fútbol a una edad muy temprana en Vineland Blitz (Pop Warner Football League) en el condado de Cumberland, Nueva Jersey. Pacheco asistió al instituto Vineland High School, donde jugó como quarterback y running back. En su último año, ayudó al Fighting Clan a ganar el Thanksgiving Day Classic contra Millville Senior High School Thunderbolts.

## Carrera universitaria
Pacheco fue reclutado por Syracuse, Maryland, Rutgers, Virginia Tech y otros programas de fútbol a lo largo de la Costa Este. Se comprometió con la Universidad de Rutgers el 21 de junio de 2017.
Pacheco jugó de forma constante en cada una de sus cuatro temporadas universitarias. Terminó su carrera universitaria acumulando 563 intentos por tierra para 2,442 yardas (4.3 yardas por acarreo) con 18 touchdowns por tierra. También atrapó 47 pases para 249 yardas y un touchdown.

### Estadísticas universitarias
| Isiah Pacheco | Isiah Pacheco    | Carrera | Carrera | Carrera  | Carrera | Recepción | Recepción | Recepción | Recepción |
| Año           | Partidos jugados | Att     | Yardas  | Promedio | TD      | Rec       | Yardas    | Promedio  | TD        |
| ------------- | ---------------- | ------- | ------- | -------- | ------- | --------- | --------- | --------- | --------- |
| 2018          | 11               | 111     | 551     | 5.0      | 3       | 2         | 11        | 5.5       | 0         |
| 2019          | 11               | 169     | 729     | 4.3      | 7       | 13        | 83        | 6.4       | 0         |
| 2020          | 9                | 116     | 515     | 4.4      | 3       | 19        | 130       | 6.8       | 1         |
| 2021          | 12               | 167     | 647     | 3.9      | 5       | 13        | 25        | 1.9       | 0         |
| Carrera       | 43               | 563     | 2,442   | 4.3      | 18      | 47        | 249       | 5.3       | 1         |

## Carrera profesional
Pacheco fue seleccionado en la séptima ronda con la selección global número 251 del Draft de la NFL 2022 por los Kansas City Chiefs.

### 2022
En su debut en la NFL en la semana 1 contra los Arizona Cardinals, Pacheco anotó el primer touchdown terrestre de su carrera en la NFL con una carrera de 3 yardas. Registró la primera titularidad de su carrera en el partido de la semana 7 de los Chiefs contra los San Francisco 49ers. En un enfrentamiento de la semana 11 contra Los Angeles Chargers, Pacheco corrió para 107 yardas en 15 acarreos, el máximo de su carrera.
Pacheco es el líder de todos los tiempos en yardas de scrimmage de la temporada para un corredor novato reclutado en la séptima ronda. Terminó la temporada regular con 830 yardas por tierra y 130 yardas por recepción (un total de 960 yardas de scrimmage), junto con 5 touchdowns por tierra. Retornó 29 kick-offs para 597 yardas.
En su primera temporada profesional, Pacheco fue el corredor titular de los Chiefs en la Super Bowl LVII. En la Super Bowl, Pacheco acumuló 76 yardas y un touchdown en la victoria de los Chiefs contra los Philadelphia Eagles 38-35. Finalizada la temporada, Pacheco se sometió a cirugías para reparar un labrum desgarrado y una mano rota con la que aseguró que había jugado durante la Super Bowl.

## Estadísticas de carrera de la NFL
| Leyenda | Leyenda            |
| ------- | ------------------ |
|         | Ganó el Super Bowl |

### Temporada regular
| Año     | Equipo  | Partidos | Partidos | Carrera | Carrera | Carrera  | Carrera | Carrera | Recepción | Recepción | Recepción | Recepción | Recepción | Retorno | Retorno | Retorno | Retorno | Retorno  | Fumbles | Fumbles  |
| Año     | Equipo  | GP       | GS       | Att     | Yardas  | Promedio | Lng     | TD      | Rec       | Yardas    | Promedio  | Lng       | TD        | Rt      | Yardas  | TD      | Lng     | Promedio | Fumbles | Perdidos |
| ------- | ------- | -------- | -------- | ------- | ------- | -------- | ------- | ------- | --------- | --------- | --------- | --------- | --------- | ------- | ------- | ------- | ------- | -------- | ------- | -------- |
| 2022    | KC      | 17       | 11       | 170     | 830     | 4.9      | 31      | 5       | 13        |           | 10.0      | 32        | 0         | 29      | 597     | 0       | 48      | 20.6     | 4       | 2        |
| Carrera | Carrera | 17       | 11       | 170     | 830     | 4.9      | 31      | 5       | 13        | 130       | 10.0      | 32        | 0         | 29      | 597     | 0       | 48      | 20.6     | 4       | 2        |

### Playoffs
| Año     | Equipo  | Partidos | Partidos | Carrera | Carrera | Carrera  | Carrera | Carrera | Recepción | Recepción | Recepción | Recepción | Recepción | Retorno | Retorno | Retorno | Retorno | Retorno  | Fumbles | Fumbles  |
| Año     | Equipo  | GP       | GS       | Att     | Yardas  | Promedio | GNL     | TD      | Rec       | Yardas    | Promedio  | Lng       | TD        | Rt      | Yardas  | TD      | Lng     | Promedio | Fumbles | Perdidos |
| ------- | ------- | -------- | -------- | ------- | ------- | -------- | ------- | ------- | --------- | --------- | --------- | --------- | --------- | ------- | ------- | ------- | ------- | -------- | ------- | -------- |
| 2022    | KC      | 3        | 3        | 37      | 197     | 5.3      | 39      | 1       | 6         | 65        | 10.8      | 18        | 0         | 2       | 45      | 0       | 23      | 22.5     | 0       | 0        |
| Carrera | Carrera | 3        | 3        | 37      | 197     | 5.3      | 39      | 1       | 6         | 65        | 10.8      | 18        | 0         | 2       | 45      | 0       | 23      | 22.5     | 0       | 0        |

## Vida personal
Pacheco ha superado la tragedia ya que su hermano Travoise Cannon fue asesinado en enero de 2016 y su hermana Celeste Cannon fue asesinada en septiembre de 2017. Tiene tatuajes de su hermana y su hermano en un mural en su brazo derecho junto con otros tatuajes que representan partes esenciales de sus raíces, incluido uno que representa a Nueva Jersey, Vineland South High School y la Universidad de Rutgers.